# Jakob Schmitt (Politiker, 1882)
Jakob Schmitt (* 13. Juli 1882 in Limburg an der Lahn; † 1954) war ein deutscher Landwirt und Politiker (CNBL).

## Leben
Schmitt war beruflich als Landwirt in Limburg an der Lahn tätig.
Schmitt war bis 1928 Vertrauensmann der Zentrumspartei. Im Mai 1928 wurde er für die Christlich-Nationale Bauern- und Landvolkpartei (CNBL) als Abgeordneter in den Preußischen Landtag gewählt, dem er bis 1932 als Mitglied der Deutschen Fraktion angehörte. Im Parlament vertrat er den Wahlkreis 19 (Hessen-Nassau).